# Maxim Rusnac
Maxim Rusnac, né le 29 septembre 1992 à Bălți, est un coureur cycliste moldave. 

## Palmarès et résultats

### Palmarès par année
- 2014
  - 2e de la Coppa Guinigi
- 2015
  -  Champion de Moldavie sur route
  -  Champion de Moldavie du contre-la-montre
  - 2e du Trofeo Figros
  - 2e de la Coppa in Fiera San Salvatore
  - 3e du Trophée Rigoberto Lamonica
- 2016
  -  Champion de Moldavie du contre-la-montre
  - 2e du championnat de Moldavie sur route
  - 2e du Trofeo Tosco-Umbro
  - 2e du Circuito delle Stelle
  - 3e de la Medaglia d'Oro Frare De Nardi
  - 3e du Trofeo Comune di Monte Urano
- 2017
  - Course de Cessange
  - 2e du championnat de Moldavie du contre-la-montre
  - 2e du championnat de Moldavie sur route
- 2018
  -  Champion de Moldavie sur route

### Classements mondiaux
| Année           | 2011   | 2012 | 2013 | 2014 | 2015 | 2016 | 2017 | 2018 |
| --------------- | ------ | ---- | ---- | ---- | ---- | ---- | ---- | ---- |
| UCI Europe Tour | 1 017e | 799e | 696e | 808e | 320e | 651e | 553e | 636e |